# Hiroyuki Sakashita
Hiroyuki Sakashita (坂下 博之 Sakashita Hiroyuki?,  nacido el 6 de mayo de 1959 en Kanagawa) es un exfutbolista japonés que se desempeñaba como defensa.
En 1980, Sakashita jugó para la Selección de fútbol de Japón.

## Trayectoria

### Clubes
| Club              | País  | Año         |
| ----------------- | ----- | ----------- |
| Fujita Industries | Japón | 1982 - 1990 |
| Yomiuri           | Japón | 1990 - 1991 |

### Selección nacional
| Selección | País  | Año  |
| --------- | ----- | ---- |
| Absoluta  | Japón | 1980 |

## Estadística de equipo nacional
| Selección de Japón | Selección de Japón | Selección de Japón |
| Año                | Part.              | Goles              |
| ------------------ | ------------------ | ------------------ |
| 1980               | 1                  | 0                  |
| Total              | 1                  | 0                  |

## Palmarés

### Títulos nacionales
| Título              | Club    | País  | Año       |
| ------------------- | ------- | ----- | --------- |
| Japan Soccer League | Yomiuri | Japón | 1990-1991 |